# 7072 Бейцзіндасюе
7072 Бейцзіндасюе (7072 Beijingdaxue) — астероїд головного поясу, відкритий 3 лютого 1996 року.
Тіссеранів параметр щодо Юпітера — 3,501.